# 泛位數
泛位數又稱十全數，指其組成的各位數字的位數包含0-9的數字的數

。1223334444555556666667777777888888889999999990是其中的一個十進制的例子，

## 缺零泛位數
- 組成的各位數字的位數包含1-9的數字的數。
- 在十進制中最小的缺零泛位數是123456789。
- 缺零泛位數的數123456789、123456798、123456879、123456897、123456978、123456987、123457689、123457698（OEIS數列A050289）。

## 泛位數 (含零泛位數)
- 組成的各位數字的位數包含0-9的數字的數。
- 在十進制中最小的泛位數是1023456789。
- 泛位數的數1023456789、1023456798、1023456879、1023456897、1023456978（OEIS數列A050278）。

## 泛位質數
- 在十進制中，1-9的數字均出現一次的話，屬於規限缺零泛位數;0-9的數字均出現一次的話，屬於規限泛位數。
- 在規限缺零泛位數和規限泛位數的數字和是45。
- 所有規限缺零泛位數和規限泛位數必定是9的倍數，所以必定是合數。
- 最少的缺零泛位質數是1123465789（OEIS數列A050290），最少的泛位質數是10123457689（OEIS數列A050288）。

## 其他
- 在規限泛位數中有三角形數、平方數。
- 在規限泛位數中沒有{\displaystyle (n>2)}的次方數。

## 其他類別的數含有泛位數
- 123456789 = 最少的缺零泛位數。
- 139854276 = 最少的缺零泛位平方數。
- 923187456 = 九位數中最大的缺零泛位平方數。
- 987654321 = 九位數中最大的缺零泛位數。
- 1023456789 = 最少的泛位數。
- 1026753849 = 最少的泛位平方數。
- 3816547290 = 累進可除數[2]。
- 9814072356 = 十位數中最大的泛位平方數，十進制中最大的各位數字沒有重複的次方數[3]。
- 9876543210 = 十位數中最大的泛位數。
- 12584301976 = 最少的泛位立方數。
- 12345678987654321 = 最少的缺零泛位迴文平方數，111111111的平方。
- 1023456789876543201 = 最少的泛位迴文數。
- 1023456987896543201 = 最少的泛位迴文質數。